# حنوت‌می‌رع
حنوت‌می‌رع (انگلیسی: Henutmire) ملکه همسر مصر باستان و یکی از ۸ همسر بزرگ سلطنتی فرعون رامسس دوم در دودمان نوزدهم مصر بود.

## زندگی
ظاهراً او سومین و کوچک‌ترین فرزند ستی یکم و تویا و خواهر کوچکتر رامسس دوم و تیا است. این نظریه بر اساس مجسمه ملکه تیا است که اکنون در کاخ حواری واتیکان است. مجسمه تیا را با حنوت‌می‌رع نشان می‌دهد، بنابراین فرض می‌شود که آنها مادر و دختر بودند. با این حال، او در هیچ‌کجا به عنوان «خواهر پادشاه» ذکر نشده است، عنوانی که شاهدخت تیا از آن استفاده می‌کرد، بنابراین مشخص نیست که آیا او خواهر کوچکتر رامسس بود یا دختر او.
نام او به معنای «بانوی همچون رع» است. او با رامسس دوم ازدواج کرد و همسر بزرگ سلطنتی شد. اگر حنوت‌می‌رع واقعاً دختر رامسس دوم بوده باشد، پس از بنت‌عنتا، میرت‌آمون و نبت‌تاوی، چهارمین دختر او بود که با پدرش ازدواج کرد. او در مجسمه‌های رامسس دوم به‌دست‌آمده از ابوقیر و هلیوپلیس تصویر شده است. بر روی یک تندیس از هرموپولیس، او به همراه شاهدخت-ملکه بنت‌عنتا به تصویر کشیده شده است. هر دو عناوین شاهدخت موروثی، معشوقه جنوب و شمال، دختر پادشاه و همسر بزرگ سلطنتی را دارند.

## تدفین
او در حوالی چهلمین سال سلطنت رامسس دوم درگذشت و در مقبره QV75 به خاک سپرده شد. مقبره او در دوران باستان مورد سرقت قرار گرفته بود. پس از مدتی از تابوت او برای دفن کشیش پادشاه هارسیزی در هابو استفاده شد و اکنون در موزه مصر در قاهره است.